# أكميلة
أكميلة أو أكْمِلَة أو أبجديَّة (الاسم العلمي: Acmella)، جنس نباتات حولية أو معمرة من فصيلة النجمية، وصف بأنه جنس في عام 1807. موطنه الأصلي الأمريكتان وأُدخل إلى آسيا وإفريقيا وفي جزر المحيط الهادئ وأستراليا.
أحد أنواعه المألوفة هو أكميلة بقلية، الذي تمت زراعته على نطاق واسع لعدة قرون. يستخدم في الغذاء والدواء وكمبيد حشري ونبات للزينة. إن استخدامه الشائع لعلاج ألم الأسنان والالتهابات الفموية أكسبه لقب نبات ألم الأسنان.

## الأنواع
من أنواعها:
- عشبة النتاق (L.) R.K.Jansen

## روابط خارجية
- GRIN Species Records of Acmella. Germplasm Resources Information Network (GRIN).